# Hińczowa Przełęcz
Hińczowa Przełęcz (niem. Hinzenseescharte, słow. Hincovo sedlo, węg. Hincói-hágó, 2323 m) – przełęcz położona w grani głównej Tatr, pomiędzy Cubryną (Čubrina, 2376 m) na zachodzie, a Mięguszowieckim Szczytem Wielkim (Veľký Mengusovský štít, 2438 m) na wschodzie.
Na północny wschód z Hińczowej Przełęczy opada do Hińczowej Zatoki nad Morskim Okiem wielka depresja. Jej najwyższa część pod przełęczą to szeroki, piarżysty żleb opadający do Wielkiej Galerii Cubryńskiej. Do Doliny Hińczowej z przełęczy opada piarżyste zbocze, w dolnej części podcięte zbudowanymi z płyt ściankami o wysokości do 50 m. Hińczowa Przełęcz połączona jest z Cubryńską Przełączką łatwym i szerokim zachodem.
Powyżej Hińczowej Przełęczy, w zachodniej grani Mięguszowieckiego Szczytu, znajduje się Mięguszowiecka Turniczka (ok. 2360 m). Jest to pierwsza od strony przełęczy, wyraźnie górująca nad granią turnia.

## Taternictwo
Na przełęcz nie prowadzą żadne szlaki turystyczne, Hińczowa Przełęcz jest jednak ważna dla taterników. Z niej prowadzą ważniejsze trasy zejściowe z Mięguszowieckiego Szczytu i Cubryny i z przełęczy tej wchodzi się na te szczyty. Wejście na Hińczową Przełęcz z dolin położonych poniżej nie stanowi problemów technicznych, choć droga jest dość długa – z tego powodu nie była wykorzystywana jako połączenie Doliny Rybiego Potoku z Doliną Hińczową (Hincova dolina).
Pierwsze odnotowane wejścia:
- latem – Ludwik Chałubiński, Wojciech Roj, Maciej Sieczka 28 czerwca 1877 r.,
- zimą – István Laufer, E. Maurer 24 marca 1913 r.

Ciekawa flora. M.in. występuje tutaj warzucha tatrzańska – bardzo rzadka roślina, występująca tylko w Tatrach i to w nielicznych tylko miejscach.

## Drogi wspinaczkowe
- Z Doliny za Mnichem; 0+, 1 h 30 min
- Hińczowa wprost (ze Skalnistego Piargu przez Mały Kocioł Mięguszowiecki); 0+. miejsca II, 1 h 30 min
- Z Doliny Hińczowej; 0+, 1 h[3].

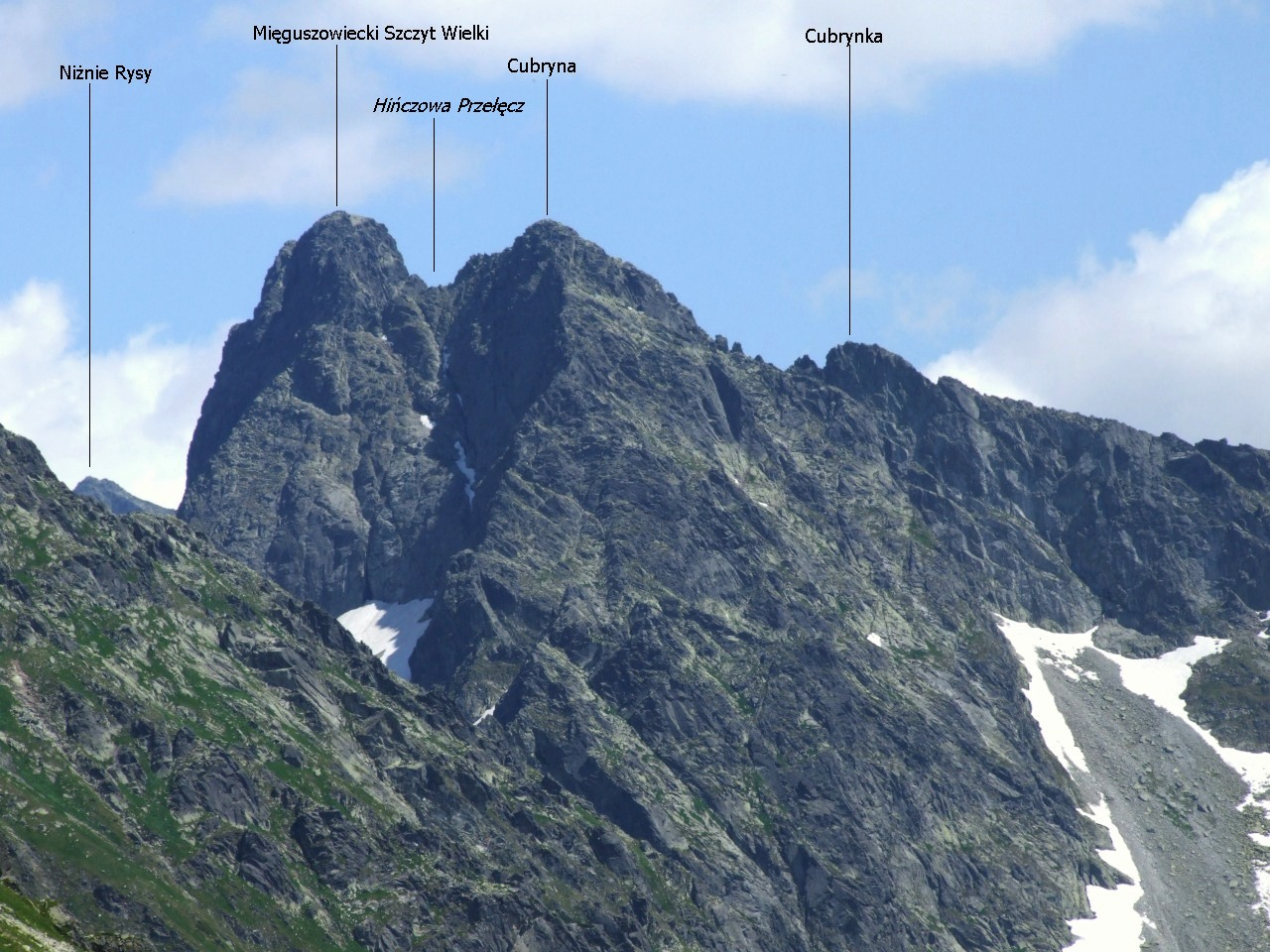
Hińczowa Przełęcz, widok z Zaworów
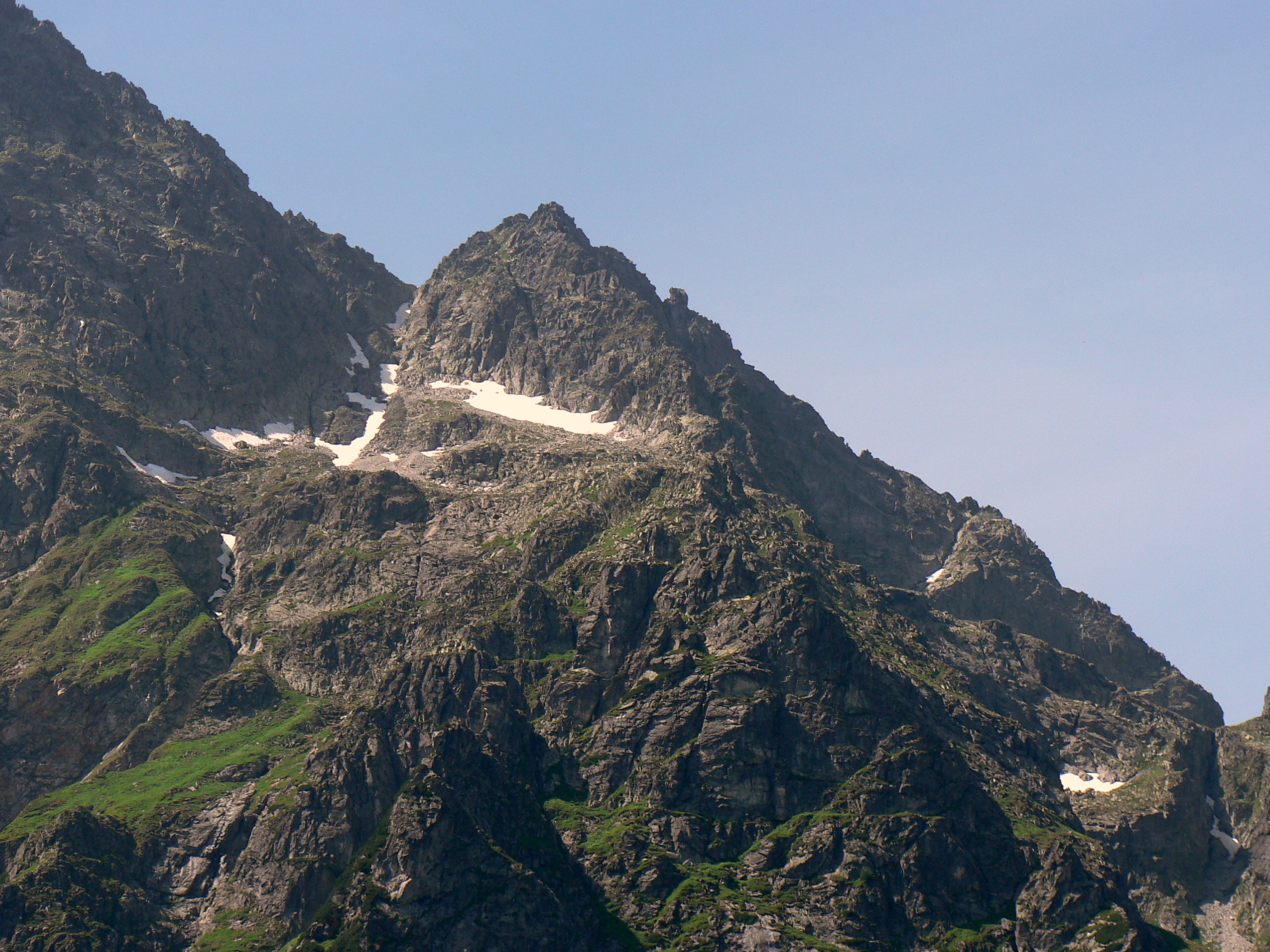
Hińczowa Przełęcz i Cubryna znad Morskiego Oka
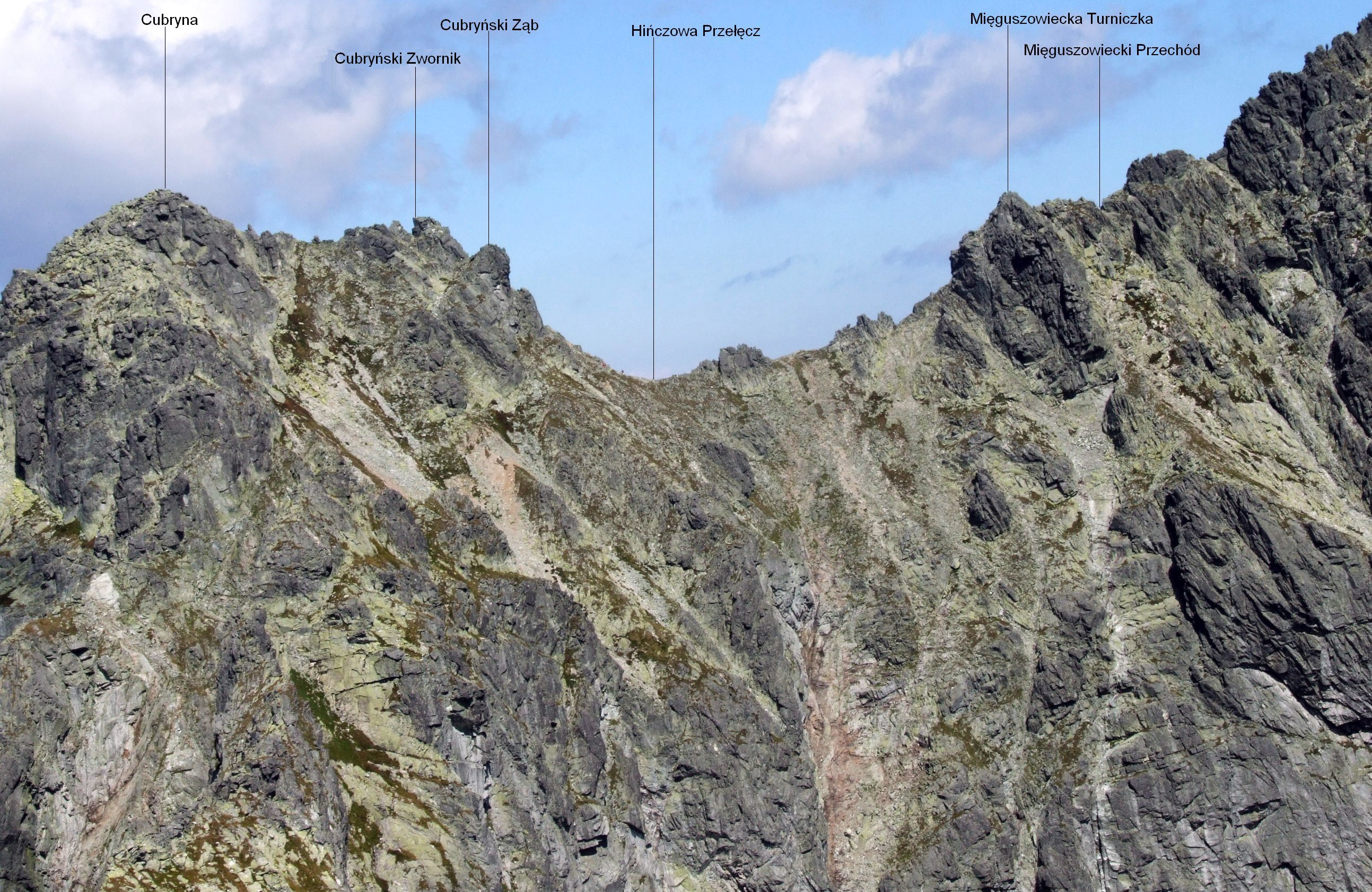